# Бъкетхед
Браян Каръл (на английски: Brian Carrol), известен най-вече със сценичното си име Бъкетхед (Buckethead) е роден на 13 май 1969 г., мултиинструменталист, най-вече познат с китарните си умения. Освен с тях Каръл се отличава с ексцентричния си вид и действия. Негова запазена марка е кофата от пилешки крилца на KFC с прикрепена към нея маска и стикер „Погребение“ (Funeral). Причината за това е, че той е против масовото избиване на пилета за зареждане на тази и подобни вериги. Незнайно защо обаче в последните си участия той заменя кофата на KFC с бяла такава. Освен това той никога не разкрива нищо за себе си, никога не разкрива лицето си и дори говори с хората с гумена маска. Той има още една страст освен китарата – нунчакуто и на моменти демонстрира своите умения на сцената.
Бъкетхед твори най-вече авангардна и експериментална музика, но е изпълнавал и все още изпълнява траш метъл, фолк рок, дарк ембиънт, фънк метъл, джаз, блуграс и още много стилове. Освен като Бъкетхед Браян се изявява и под псевдонима Death Cube K, проект с дарк ембиънт насоченост, както и в банди с негово участие като Science Faxtion, Frankenstein Brothers, Deli Creeps и още много други. Освен това е работил и с групи и изпълнители като Примус, Праксис, Серж Танкиан, Виго Мортенсен, Иги Поп и може би донеслото му най-голяма популярност участие в Гънс Ен' Роузис. Негово дело е музиката към филми като Mortal Combat, Последният екшън герой и Убийствен пъзел 2.

## Живот

### Ранни години
За целия живот извън музиката на Бъкетхед не се знае почти нищо. Приетите за истина факти около детството му са, че е започнал да свири на 12 години с китара, подарена от баба му. Самият той обаче казва, че сериозно е започнал да свири година по късно, при преместването си от Хънингтън Бийч в Клиърмънт, Калифорния. Там той започнал да взима уроци от много изявени китаристи, измежду които и Пол Гилбърт.
Други източници, сред които и официалния сайт на инструменталиста разкриват други, някои от които съмнителни факти за личния му живот. Част от тях твърдят, че като малък родителите му се държали зле с него и затова той прекарвал почти цялото си време при пилетата във фермата, в която живеел. Информацията гласи още, че „пилетата го кълвяли по лицето, заради което той сложил маска“. Близо до дома му имало автокино, което се виждало от дома му. Там той гледал филми като Тексаско клане и Giant Robot – филми дълбоко залегнали в творчеството му.
Тук идва момента на първия му досег до китарата. Той вече можел да гледа филми и същевременно да свири (може би парчета от бъдещите му албуми). Емблематичната KFC кофа се появява след случка в която веднъж някой хвърлил такав кофа с печено пиле в кокошарника, където китаристът живеел. Информацията гласи че той се опитал отново да „сглоби“ печените пилета и виждайки, че не може го осенила идея. Той събрал всички парчета пилешко, нахлупил кофата на главата си и се затичал с китара в ръка към гробището.

### Ранна соло кариера и работа с Праксис (1988 – 1994)
След като през 1988 напуска групата Class-X, Каръл се запива за конкурс в списание Guitar Player с песента Brazos, с която печели второ място.
През същата година редакторът на списанието Яс Оберехт се запознава с творчеството му след като Браян и родителите му занесли демо диск за Оберехт. Впечатлен от демото той влетял в ресторанта, където Каръл и семейството му се хранели и го окуражил да покаже най-доброто на което е способен. След този случай двамата станали добри приятели. През 1991 г. Бъкетхед се нанася в мазето на Яс (където са снимани кадрите „Buckethead in the Basement“ от DVD-то Young Buckethead). Парчето Brazos бива издадено през 1991 година към демо касетата на бандата му Deli Creeps, наречена Tribal Rites, а и през 2006 като бонус материал към DVD-то Secret Recipe.
След излизането на бял свят на първите две демо касети на Бъкет, наречени Giant Robot (demo) and Bucketheadland Blueprints, Каръл издава концептуалния албум Bucketheadland, който разказва историята на измислен увеселителен парк собственост на Бъкетхед. Албумът е издаден през 1992 г. чрез японския лейбъл на Джон Зорн – Avant. Горе-долу по това време Браян се запознал с басиста и продуцент Бил Лосуъл. Бъкетхед бил представен на Лосуъл с помощта на барабаниста на Limbomaniacs Браян „Брейн“ Мантия (екс-Примус, екс-Гънс Ен' Роузис), който му дал видео на Бъкетхед, свирещ в стаята си. Скоро Каръл станал част от екипа на Бил.